# История почты и почтовых марок Вюртемберга
История почты и почтовых марок Вюртемберга относится к истории почты и почтовым маркам Вюртемберга со столицей в Штутгарте на территории Германии с момента назначения первого начальника гонцов Вюртемберга до прекращения работы независимой почтовой службы Вюртемберга в 1920 году. Выпуск почтовых марок осуществлялся с 1851 года по 1902 год, служебных — по 1923 год.

## Развитие почты

### Историческое развитие
История почты Вюртемберга берёт начало в 1553 году в Штутгарте, когда был нанят отдельный начальник над гонцами, ботенмайстер (Botenmeister), деятельность которого регулировалась правилами делопроизводства. Его задача состояла в обеспечении доставки государственной почты гонцами, прибывающими из учреждений, или собственными гонцами из учреждения в учреждение. Во времена Фридриха I (1557—1608) гонцы и собственная региональная почта отправлялись из Вены в Прагу и далее в Штутгарт и всю Швабию, а ботенмайстеры производили взаиморасчёты между собой. В почтовом уложении 1603 года прямо упоминались почтальоны («Postjungen») (государственные курьеры, такие как Вольф фон Трота (Wolf von Trotha) или Георг Фридрих фон Гуттен (Georg Friedrich von Hutten), которые также руководили своими служащими с почтовыми рожками), почтовые гонцы, почтовые станции и почтовые тракты по всей стране.
Голландско-итальянский почтовый тракт функционировал с момента его основания в конце XV века Вюртембергом. Семейство Турн-и-Таксис старалось не слишком сближаться с существующими перевозчиками почты Вюртемберга, такими как официальные и городские курьеры и почта мясников. Гонцы Турн-и-Таксис доставляли почту через Книтлинген, Канштатт и Эберсбах/Филс на основе частных контрактов или по герцогскому распоряжению. Вскоре они уже перевозили и почтовые отправления герцогов Вюртемберга.
После назначения Леонарда I фон Таксиса генеральным оберпочтмейстером Священной римской империи (1595 г.) и передачи имперской почты в ведение дома Таксис (1615 г.) в Вюртемберге стали опасаться ограничения своих прав почтовой регалией Таксис. Тем более, что Таксисы начали распространять свою почту на швабские имперские города (Ротвайль в 1615 г., Хайльбронн в 1650 г.). Существующая вюртембергская почтовая служба гонцов продолжала развиваться. Привлечение Таксисов оказалось неудачным для императора. Герцог Вюртембергский помог императору в войне с турками.
Создание самостоятельной Вюртембергской региональной почтовой службы (1709) герцогом Эберхардом Людвигом (1676—1733) привело к упразднению доставки корреспонденции в сельской местности и почты мясников, гонцы продолжали работать в ограниченном объёме. Из-за невозможности исполнения своих функций в 1715 году от этой почты пришлось отказаться. Были восстановлены прежние почты, Турн-и-Таксисы расширили свою почтовую связь. Этому процессу способствовало бракосочетание герцога Александра с княжной Турн-и-Таксис.
Использование почтовых штемпелей известно с 1750 года.
С 1744 года имперская почта имела право использовать «скоростные почтовые дилижансы» («schnelle Postwagen»), что, конечно же, затрудняло перевозку ими людей. Договором от 12/18 ноября 1775 года с Турн-и-Таксис дилижансы были сданы в аренду дому Турн-и-Таксисов сроком на 30 лет.
Потрясения начала XIX века в связи с германской медиатизацией принесли герцогу Вюртембергскому титул курфюрста, и это привело к реорганизации почтовой связи.

### Вюртембергская государственная почта (1806—1819)
19 декабря 1805 года органам власти было поручено принять в ведение княжества почтовую службу и изъять почтовую кассу, счета и другие документы. Им пришлось убрать имперского имперского орла из почтовых отделений и заменить его гербом курфюрста, а также обязать почтовых служащих почитать курфюрста.
Когда 1 января 1806 года курфюрст принял королевский титул, почтовое ведомство насчитывало 28 почтовых отделений. Почтовое ведомство находилось в ведении почтовой комиссии, а позднее — главного почтового управления при Министерстве иностранных дел. Распоряжением от 19 июня 1807 года четыре почтамта (Ober-Postämter): в Штутгарте, Тюбингене, Хайльбронне и Биберахе (Риссе) выполняли функции среднего звена между главным почтовым управлением и возросшими числом до 68 почтовыми отделениями. Когда в 1810 году Ульм перешёл к Вюртембергу, почтамт Бибераха был переведён в Ульм.
Управление и названия изменились с «Reichs-Ober-Post-Direktion» («Имперское главное почтовое управление» (1807) на «Reichs-General-Ober-Post-Direktion» («Имперское генеральное главное почтовое управление» (1808), подчиненное министру внутренних дел, при этом 13 декабря 1816 года оно снова становится «Главным почтовым управлением». Была сформирована коллегиальная система общего управления. В Штутгарте General-Postamt (Генеральный почтамт) был переименован в 1816 году в главпочтамт (Haupt-Postamt), которому подчинялись три других почтамта.
Чтобы связать старые территории с вновь приобретёнными территориями, почтовые маршруты были расширены, и были созданы новые почтовые отделения. В 1807 году была издана инструкция почтовой службы (Post-Dienst-Instruktion), а с 1 июля 1814 года были введены фиксированные общие тарифы на письменную корреспонденцию и почтовые перевозки. С 21 января 1807 года служба гонцов была в значительной степени ограничена, и только официальным посыльным под официальным надзором было разрешено доставлять почту без почтового отделения.

### Почта Турн-и-Таксис (1819—1851)
Во времена Вюртембергской государственной почты Турн-и-Таксисы не останавливались ни перед чем в стремлении восстановить свои прежние права.
27 июля 1819 года был заключен «договор о наследовании престола» (Erb-Mann-Thronlehens-Vertrag). Теперь князь Карл Александр Турн-и-Таксис стал наследственным почтмейстером королевства Вюртемберг (Erb-Land-Postmeister). За это ему была положена ежегодная выплата в размере 70 тысяч гульденов из государственной казны Вюртемберга. После переходного периода, 1 октября 1819 года начала работать комиссия Главного почтового управления, назначенная почтмейстером коренных владений правящего королевского дома, до тех пор, пока центральное управление не было полностью объединено с Генеральным почтовым управлением во Франкфурте-на-Майне15 ноября 1819 года. В Вюртемберге было 4 почтамта и 87 почтовых отделений. Почта, однако, осталась в ведении короля; он подтвердил почтовые отделения и принял законодательство о почте. Генеральное управление Турн-и-Таксис во Франкфурте-на-Майне вынуждено было сотрудничать с «генеральным управлением вюртембергской почты». Служебные инструкции 1807 года оставались в силе, за исключением незначительных изменений.
В каждом почтамте было два департамента, один для перевозок и один для почтовых отправлений. В его подчинении были почтовые отделения (с почтовой конторой), почтовые экспедиции (без почтовой конторы) и почтовые станции, которые осуществляли только перевозку почты. Позднее добавились почтовые отделения с ограниченным функционалом. С 1 мая 1822 года были введены скоростные дилижансы (Eilwagen), была улучшена почтовая связь, в том числе за границей, и увеличилось количество почтовых отделений.
Вскоре после открытия железной дороги 22 октября 1845 года Турн-и-Таксисы потребовали компенсацию за упущенную выгоду из-за того, что государственные железные дороги перевозили значительное количество почтовых отправлений и пассажиров. По соглашению почтовый договор был, наконец, полностью расторгнут 1 июля 1851 года и почтовая сеть Турн-и-Таксис перешла в ведение Вюртемберга. Князь Турн-и-Таксис получил 1 миллион 300 тысяч гульденов за отказ от своих прав, а почтовое ведомство — оборудование.

### Вюртембергская государственная почта (1851—1871)
1 сентября 1851 года Вюртемберг вступил в Германо-австрийский почтовый союз. Министерство финансов отвечало за руководство государственной почтой Вюртемберга, которая также отвечала за железные дороги и телеграф. Была создана почтовая комиссия, которая 8 ноября 1858 года стала почтовой дирекцией (Postdirektion). С 1 июня 1852 года были упразднены почтамты (Ober-Postämter), ранее подчинявшиеся им почтовые отделения теперь находились непосредственно в ведении почтовой дирекции, которая теперь должна была руководить 122 почтовыми отделениями. С июля 1855 года в небольших городах были открыты почтовые отделения в качестве филиалов соседних самостоятельных почтовых отделений. С 1856 года в крупных городах были открыты почтовые бюро (Postaufgabebureaus). В 1864 году общее руководство перешло к министерству иностранных дел.
С 1 апреля 1852 года на железной дороге появились передвижные отделения, которые с 5 октября 1865 года назывались железнодорожными почтовыми отделениями (Eisenbahn-Postämter). 15 марта 1869 года были учреждены бюро почтовой экспедиции (Fahrpostexpeditionsbureaus) для проверки почтовых отправлений. Руководство ими находилось в ведении бюро почтовой комиссии (Büro der Postkommission), а затем с 5 октября 1865 года — вновь созданной железнодорожной почтовой инспекции (Eisenbahnpostinspektion).

### Вюртемберг в составе Германской империи (1871—1920)
Согласно конституции Германской империи от 16 апреля 1871 года королевство Вюртемберг получило право на независимую систему почтовой и телеграфной связи. Империя имела исключительное право принимать законодательство о привилегиях почтово-телеграфной связи, о правоотношениях между почтой и телеграфом и транспортом, о праве на освобождение от почтовых сборов и о почтовых сборах — за исключением нормативных и тарифных положений для внутренней пересылки почтовых отправлений на территории Вюртемберга — а также о регулировании почтовой и телеграфной связи с зарубежными странами, за исключением собственного прямого почтового сообщения Вюртемберга с соседними государствами, не входящими в состав империи.
Постановлением от 28 июня 1875 года было временно учреждено Главное управление транспортных учреждений (Generaldirektion der Verkehrsanstalten). 1 апреля 1881 года было принято новое постановление, которое действовало до 1 апреля 1920 года. Главное управление почт и телеграфов находилось в ведении министерства иностранных дел королевства. До 19 сентября 1916 года главное управление было передано в ведение совета по транспортным учреждениям (Rat der Verkehrsanstalten).
Если почтамты и почтовые экспедиции продолжали существовать, то почтовые станции (Relais) постепенно закрывались. 1 марта 1876 года термин «почтамт» (Postamt) стал также использовался для обозначения почтовых экспедиций. Почтовые отделения (Postablagen; введены в 1855 году), с 1 июня 1876 года получили название «почтовые агентства» (Postagentur). На 30 июня 1867 года насчитывалось 367 почтамтов и 117 почтовых агентств, на 31 марта 1891 года — 368 почтамтов, 219 почтовых агентств и 251 почтовое отделение (Posthilfstellen). Приказом от 28 июня 1893 года почтамты были разделены на три класса: почтамты первого класса возглавляли оберпочтмейстеры, второго класса — штатные почтмейстеры, а третьего класса — заведующие почтой (Postverwalter) или почтовые экспедиторы (Postexpediteur). Почтовые бюро (учреждённые в 1856 году) с 1894 года стали называться «почтовыми филиалами» (Zweigpoststellen), и их функции ограничивались услугами по приёму и отправке почтовых отправлений. Начиная с 1 августа 1887 года в сельской местности были открыты сельские почтовые отделения (Landorten Posthilfstellen).
Железнодорожные почтовые отделения (с 1865 г.) были переименованы в железнодорожную почту с реорганизацией системы автомобильной почты. 1 августа 1891 года железнодорожное почтовое отделение было переименовано в Штутгартское железнодорожное почтовое отделение (Bahnpostamt Stuttgart). Тогда же было открыто второе железнодорожное почтовое отделение в Ульме, где с 31 марта 1890 года уже работало железнодорожное почтовое отделение.

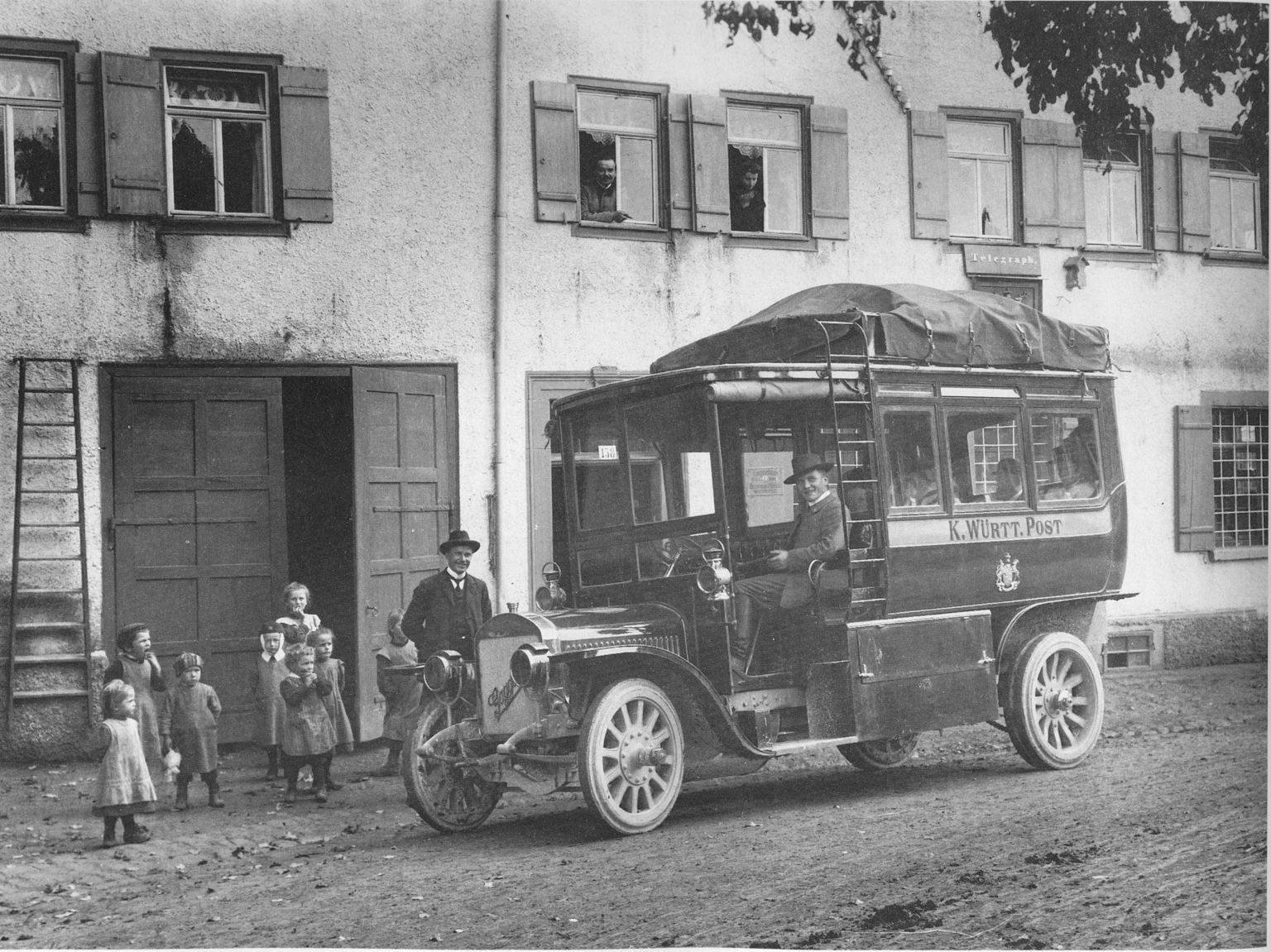
Почтовый автомобиль производства завода «Бенц-Гаггенау» в Розенфельде (1909 г.)

Первый автомобильный маршрут для перевозки почты в Вюртемберге был открыт в 1898 году частными предпринимателями при поддержке почтовой администрации. 4 октября 1909 года первые государственные почтовые автомобили в Вюртемберге в порядке эксперимента курсировали между Балингеном, Розенфельдом, Оберндорфом (Неккар) и Зульцем (Неккар). К началу войны в 1914 году существовало уже 37 почтовых маршрутов. 1 апреля 1920 года действовали 35 линий.
На основании Государственного договора между Германской империей и Народным государством Вюртемберг о передаче почтового и телеграфного управлений империи 29/31 марта 1920 года к империи перешло управление почтово-телеграфной связью, включая телефонную связь, в Вюртемберге с 1 апреля 1920 года.

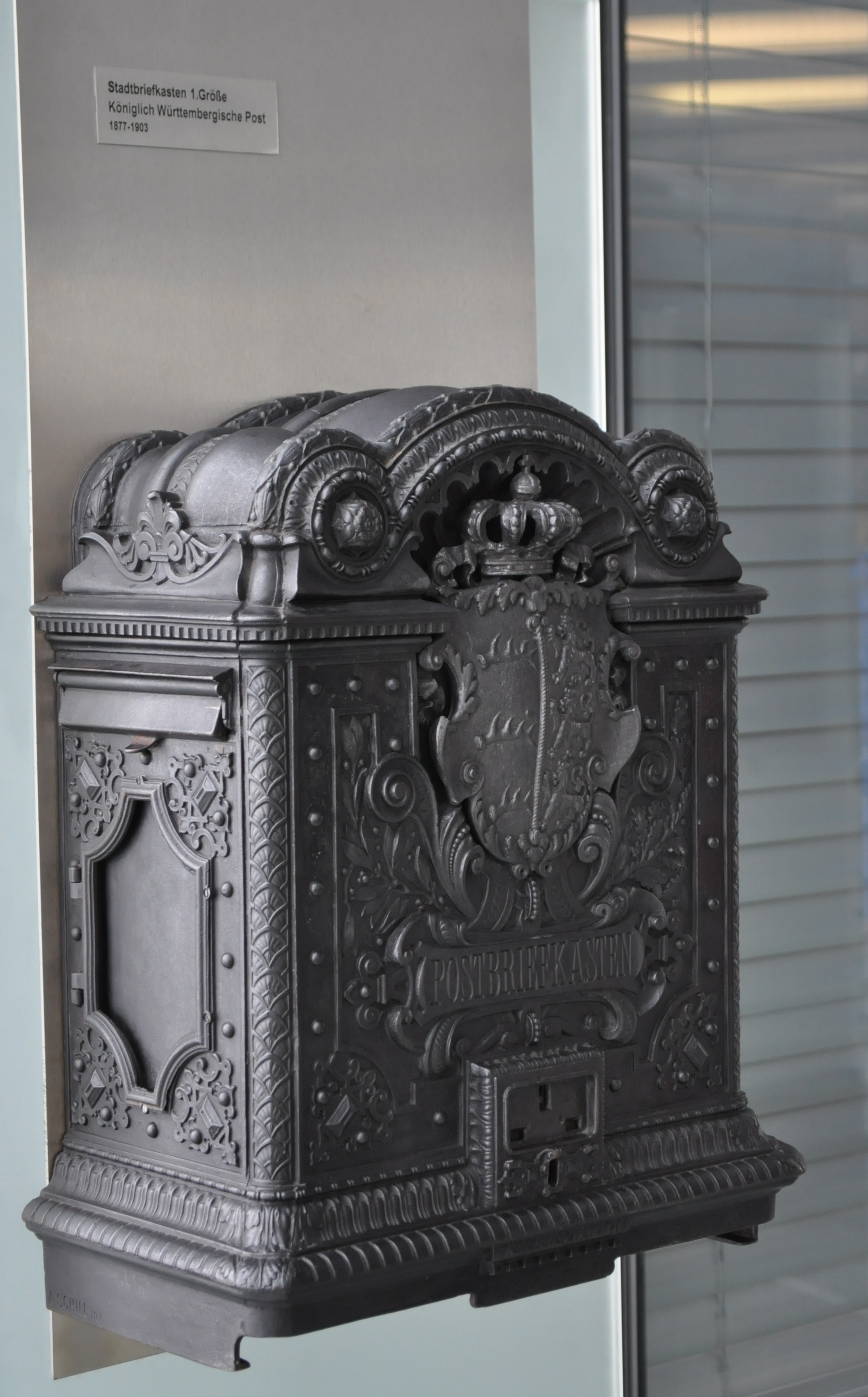
Городской почтовый ящик 1-го размера, Королевская вюртембергская почта, 1877–1903 гг.
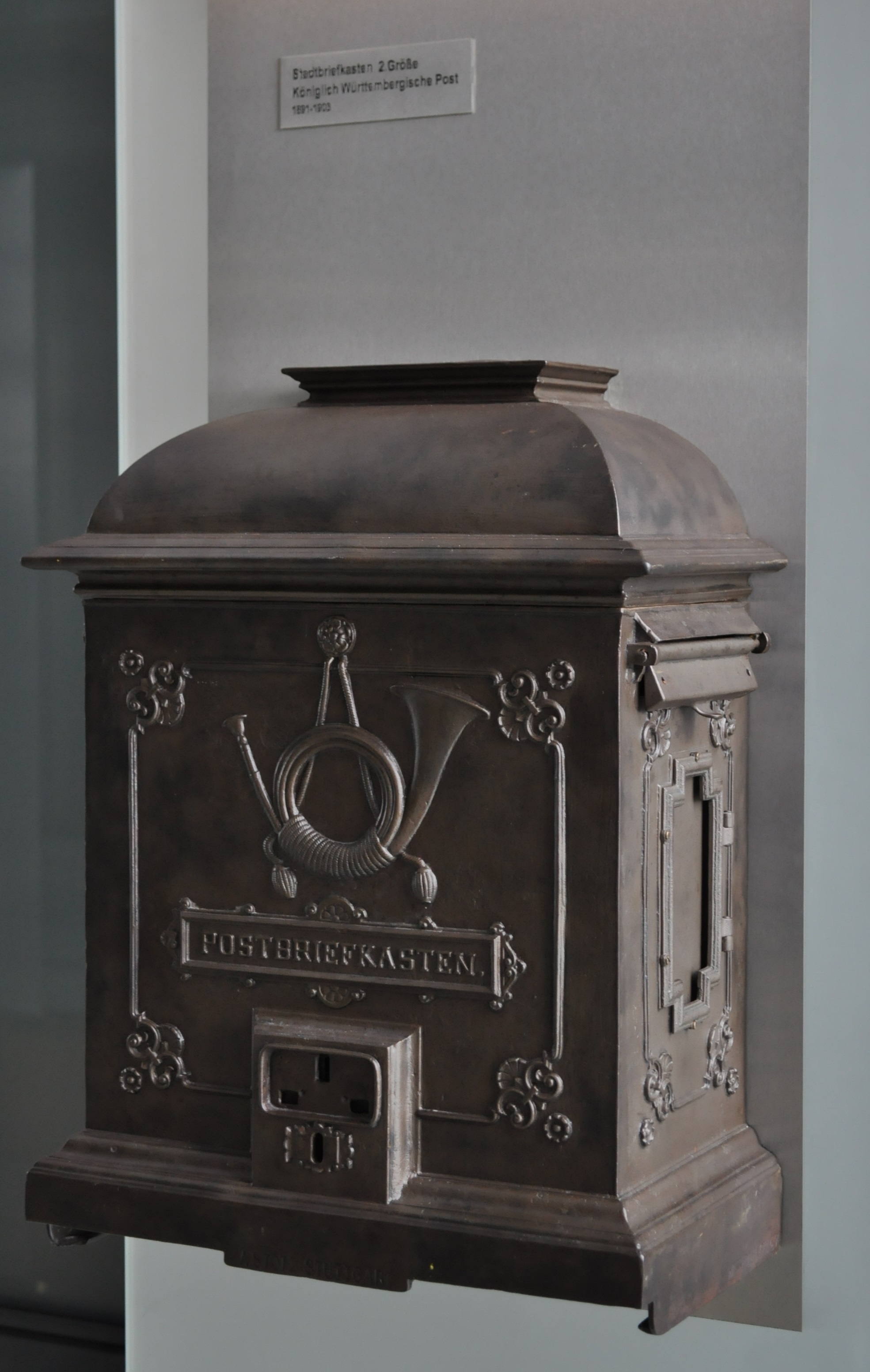
Городской почтовый ящик 2-го размера, Королевская вюртембергская почта, 1891–1903 гг.
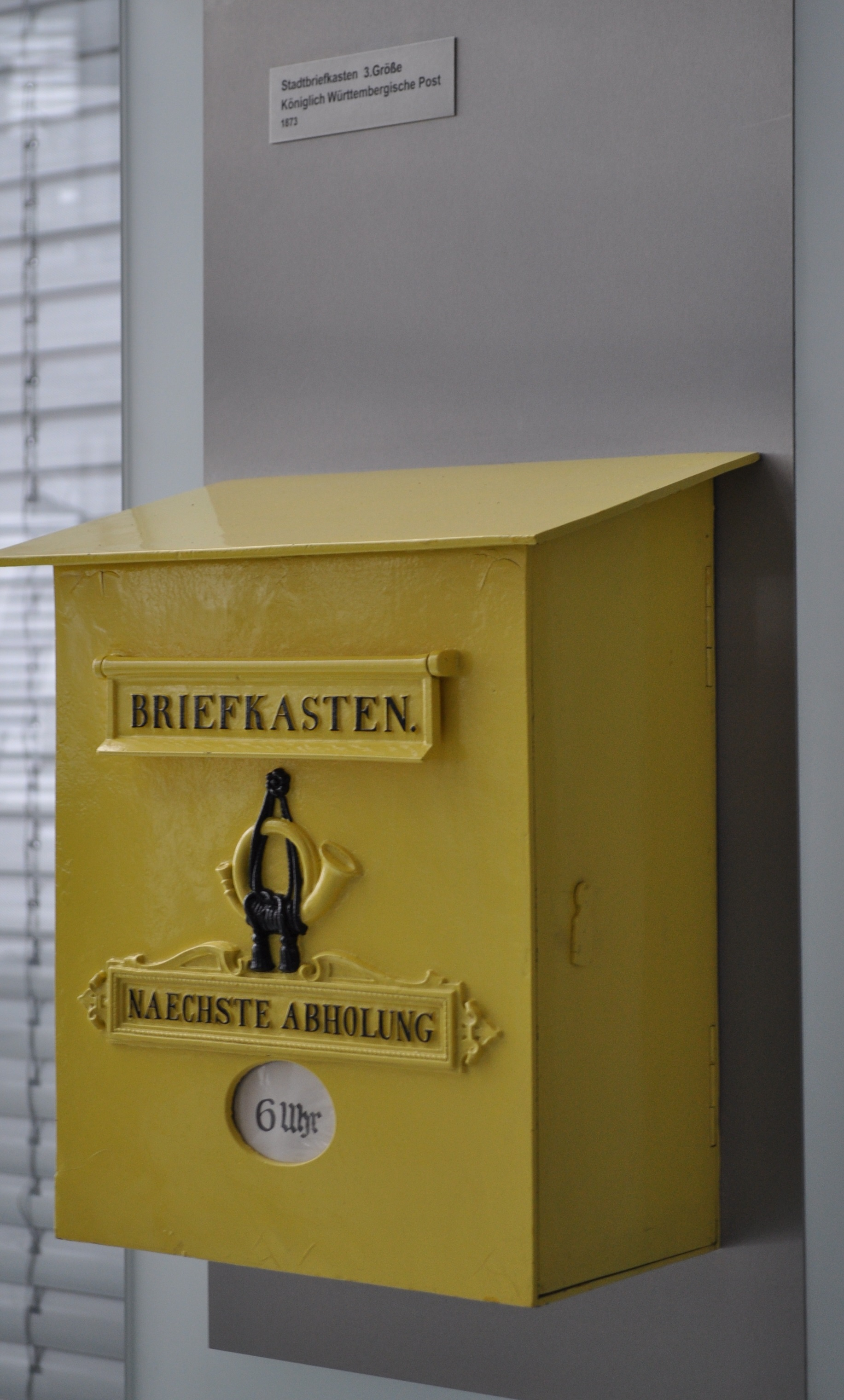
Городской почтовый ящик 3-го размера, Королевская вюртембергская почта, 1873 г.

### Руководители Почтового управления Вюртемберга
Главное почтовое управление в Вюртемберге, основанное в 1806 году, всегда находилось в Штутгарте и подчинялось Министерству иностранных дел. Почтамты в Штутгарте, Биберахе, а с 1810 года в Ульме, Хайльбронне и Тюбингене были промежуточными звеньями между главным почтовым управлением и почтовыми отделениями. Главное почтовое управление возглавлял председатель как высшее должностное лицо.
- 1806—1808: Людвиг фон Таубе (1771—1816)
- 1808—1819: Франц фон Гейсмар
- 1819—1851: почтовый договор с Турн-и-Таксис
- 1851—1863: Франц Август фон Шолль († 1880)
- 1863—1868: Людвиг фон Шварц (1814—1880)
- 1868—1884: Август Фридрих фон Хофакер (1824—1906)
- 1884—1901: Теодор Максимилиан Людвиг фон Вайцзеккер (1830—1911)
- 1901—1903: Эберхард фон Бельц (1831—1917)
- 1903—1912: Отто фон Майер (1844—1919)
- 1912—1932: Карл фон Мецгер (1867—1943)
- 1932—1936: Хьюго Этингер (1871—1950)
- 1936—1943: Вильгельм Ауэр (1881—1943)
- 1943—1945: Отто Штрайх (1892—1957)
- 1945—1947: Феликс Райхерт (1878—1958)
- 1947—1948: Константин Ильг (1879-?)
- 1949—1956: Хайнц Хонер (1907—1967)
- 1956—1968: Ханс Иоахим Мюнцель (1903—1986)
- 1968—1976: Герман Дитрих (1911-?)
- 1976-?: Отто Трегер (1928-?)

### Положение о тарифах на внутренние почтовые отправления Вюртемберга
При объединении с Германской имперской почтой 1 января 1872 года статьей 52 Имперской конституции жителям Вюртемберга было предоставлено особое право устанавливать регулирующие и тарифные положения для внутренней почтово-телеграфной связи.
С 1 июля 1875 года (введение валюты, исчисляемой в германских марках) в Вюртемберге действовали пониженные сборы в соответствии с приведенной ниже таблицей. Все остальные почтовые расходы соответствовали тарифам почтовой территории империи.
При одновременной отправке более 50 одинаковых печатных изданий на остальные предоставлялась скидка в размере 25 %.
Долгое время в Вюртемберге помимо почтовых ордеров в виде карточек в обращении были конверты, которые можно было использовать для отправки писем.
Было ещё одно отличие в освобождении от почтовых сборов. Здесь пересылались бесплатно не только почтовые отправления государственных учреждений, но и почтовые отправления церквей, школ, общественных фондов и социальных учреждений, таких как благотворительные организации, государственные сберегательные кассы, библейские общества и т. д.
Внутренний тариф для Вюртемберга был изменён 1 апреля 1881 года. Таким образом, была начата корректировка имперского почтового тарифа. Расстояние, на котором основывались сниженные тарифы в местном трафике, составляло от 15 км на 10 км ограничено. Это не повлияло на сокращение почтовых расходов, существовавшее в Oberamtsverkehr. Существующее освобождение от уплаты сбора за заказ также было сохранено. Даже посылки доставляли бесплатно по возможности, другие приходилось забирать.
Попытки полностью отменить освобождение от почтовых сборов вызвали яростный протест. Король Вюртемберга мог устранить их в любое время своим указом, он же просто ограничил их.
Для оплаты корреспонденции государственных органов почтовая администрация изготовила специальные почтовые марки с надписью «Amtlicher Verkehr» («Служебная корреспонденция»). Они не продавались на почте, их приходилось получать в больших объёмах в почтовых отделениях или у руководителей почтовых управлений в крупных городах под расписку за счет министерской кассы. Подтверждения целевого расходования почтовых марок не требовалось. На почтовых отправлениях требовалось проставление официальной печати или штампа или подписи отправителя с указанием должности.
С 1 апреля 1881 года почтовая связь по-прежнему оставалась бесплатной для королевской семьи, дома Турн-и-Таксис, лиц, освобождённых от уплаты почтовых сборов в соответствии с имперским законодательством, сохранялись льготы для военнослужащих и моряков имперского флота, а также для служебных почтовых отправлений почтово-телеграфного ведомства.
Литература:
- Briefportotaxe im inneren Verkehr. // Handwörterbuch des Postwesens. — Berlin, 1927. — S. 154 ff.
- Änderungen der Tarifbestimmungen für den inneren württembergischen Postverkehr. // Archiv für Post- und Telegraphie. — S. 268—274.

## Выпуски марок

### Номиналы в крейцерах

#### Первые почтовые марки
Первые почтовые марки были выпущены в Вюртемберге 15 октября 1851 года. На почтовых марках была крупная цифра номинала в центре, слова нем. «Württemberg» («Вюртемберг») в верхней части и «Freimarke» («Почтовая марка») в нижней части, а также «Deutsch-Österr. Postverein» («Немецко-австрийский почтовый союз») мелким шрифтом слева и «Vertrag v. 6. April 1850» («Договор от 6 апреля 1850 года») справа.

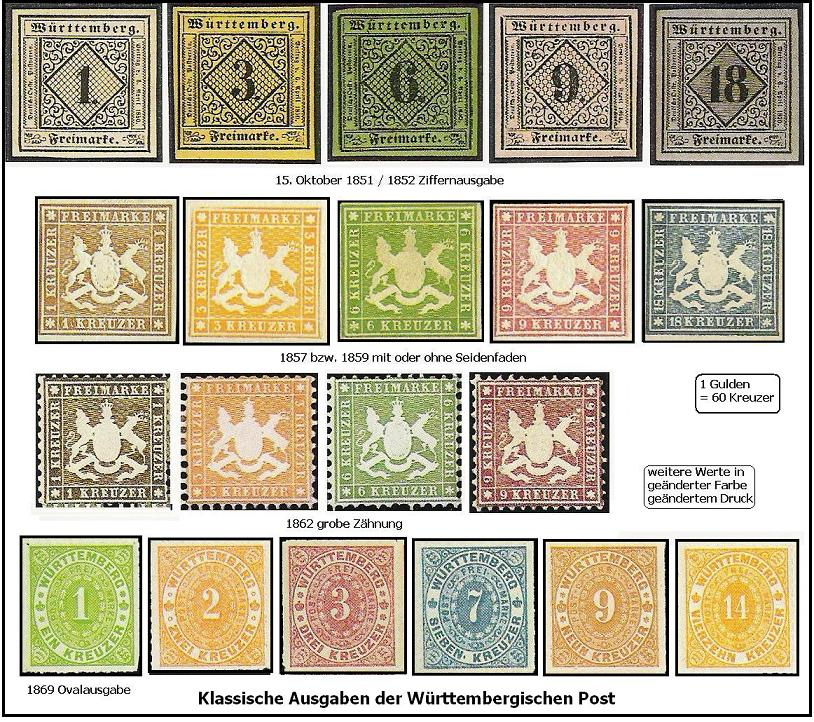
Почтовые марки Вюртемберга с номиналами в крейцерах

#### Последующие выпуски
Новая серия почтовых марок вышла с изменениями в 1857 году. Посередине теперь был герб королевства, вверху в рамке надпись «Freimarke» («Почтовая марка»), справа, слева и внизу «1 Kreuzer» («1 крейцер») или 3, 6, 9 или 18 крейцеров. Были выпущены марки такого рисунка с шёлковыми нитями и без них. С 1862 года почтовые марки стали выпускаться разного цвета.
В 1869 году вышла новая серия почтовых марок. В двойном овале вверху была надпись «Württemberg», а внизу — буквенное значение и номинал «Ein Kreuzer» («Один крейцер»). Почтовые марки государственной почты Вюртемберга продолжали использоваться в 1871 году; последняя почтовая марка дополнительного номинала была выпущена того же рисунка в 1874 году.
С 30 июня 1876 года марки номиналом 7 и 14 крейцеров вышли из обращения, но ещё в течение года они продолжали использоваться в качестве почтовых марок номиналом 20 и 40 пфеннигов.

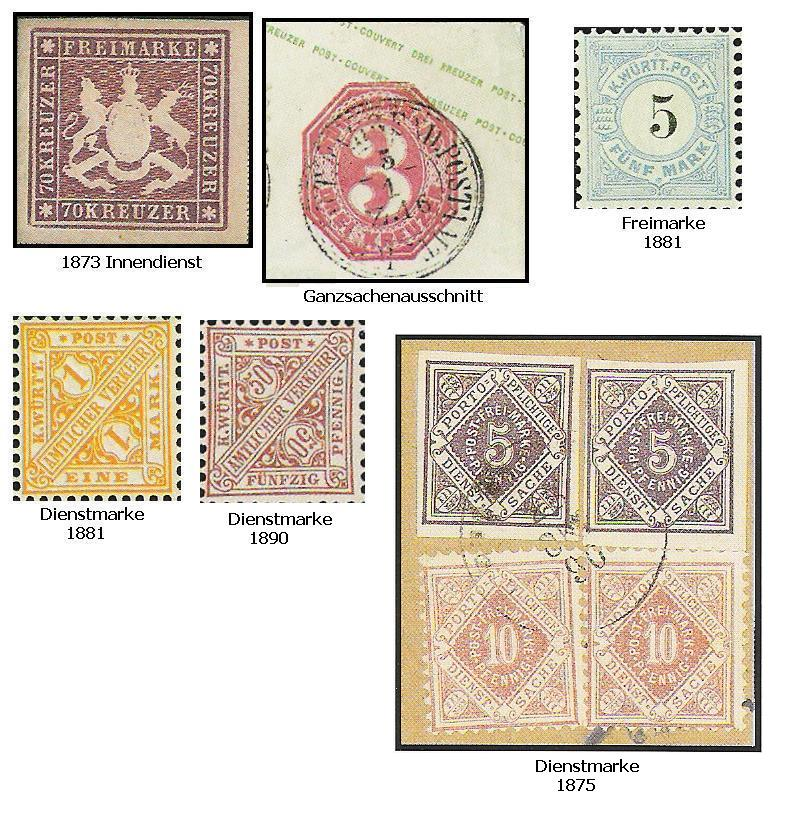
Другие виды почтовых марок Вюртемберга

### Номиналы в пфеннигах
После денежной реформы, заключавшейся в конвертации в немецкую марку, равную 100 пфеннигам, почтовое ведомство вначале также разрешало смешанную франкировку почтовыми марками в обеих денежных единицах.
1 апреля 1902 года правительство Королевства Вюртемберг отказалось от выпуска собственных почтовых марок и стало использовать почтовые марки Германской империи. С 1 января 1903 года почтовые марки Вюртемберга вышли из обращения. Всего с 1851 года по 1902 год были выпущены 62 почтовые марки.

## Другие виды почтовых марок

### Служебные
Служебные марки выпускались в Вюртемберге с 1875 года. Первоначально выпускались только служебные марки для местных (муниципальных) органов, которые были в обращении только в пределах соответствующего административного округа (Oberamtsbezirks). Для франкировки служебной корреспонденции, отправляемой за пределы соответствующего административного округа должны были использоваться обычные почтовые марки. Это ограничение действовало до 1891 года, после чего служебные марки стали действительны на всей территории Вюртемберга.
Служебные марки для государственных организаций с надписью «Amtlicher Verkehr» («Служебная корреспонденция») или «Staatsmarke» («Государственная марка») были выпущены только 1 апреля 1881 года. Существовавшие до этого обширные освобождения от уплаты почтовых сборов были практически полностью отменены. Только королевская семья и военные по-прежнему имели право отправлять почтовые отправления бесплатно.
Несмотря на вывод из обращения почтовых марок Вюртемберга в 1902 году, служебные марки продолжали использоваться с 1902 года по 1923 год. Выпуск служебных марки Вюртемберга двух типов (для местных органов и для государственных организаций) продолжался до 1920 года.
Также выпускались памятные служебные марки Вюртемберга.
В 1919 году на служебных марках Вюртемберга были сделаны надпечатки: «Volkstaat Württemberg» («Народное государство Вюртемберг»).
Появившаяся на служебных марках в 1920 году надпечатка «Deutsches Reich» («Германское государство») ознаменовала переход почтовой эмиссии Вюртемберга в ведение общегерманской почтовой администрации: марки с такой надпечаткой можно было использовать на всей территории страны. 31 марта 1920 года вюртембергские марки были изъяты из обращения. В 1921—1923 годах служебные марки выпускались почтовым ведомством Германии, но использовались только в пределах Вюртемберга.
Всего с 1851 года по 1923 год была эмитирована 201 служебная марка Вюртемберга.

Служебные марки Вюртемберга
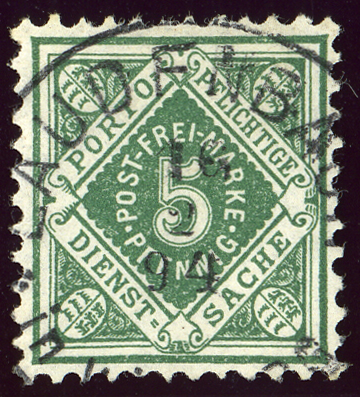
Марка номиналом 5 пфеннигов, 1890
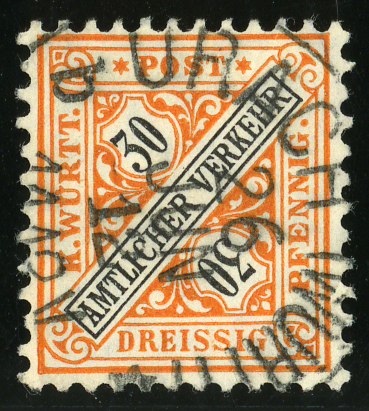
Марка с надписью «Amtlicher Verkehr», 1906
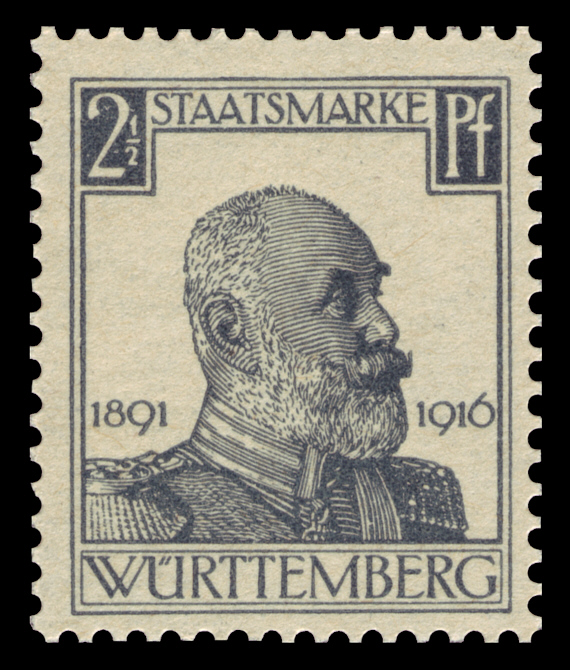
Памятная марка, посвящённая 25-летию правления короля Вильгельма II, 1916 г.
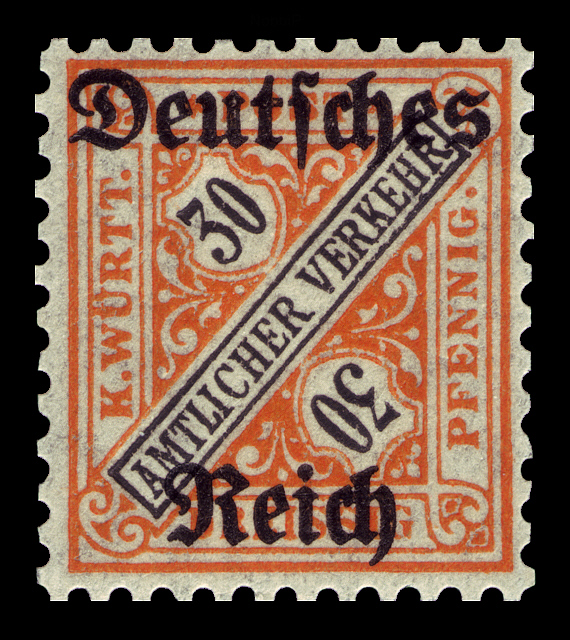
Марка с надпечаткой «Deutsches Reich», 1920

### Телеграфные

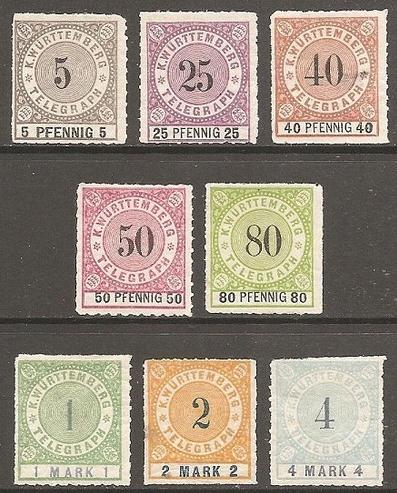
Телеграфные марки Вюртемберга, 1875-1888

В Вюртемберге также выпускались телеграфные марки.

### Возвратные
Б. Э. Кроул (B. E. Crole) также называет марки для писем, получатель которых не мог быть установлен и которые возвращались отправителю. На таких так называемых возвратных марках был изображён герб Вюртемберга с короной и надписью «Commission Für Retourbriefe» («Комиссия за возврат письма») на круглом щите. Цвет чёрно-белый.

## Цельные вещи

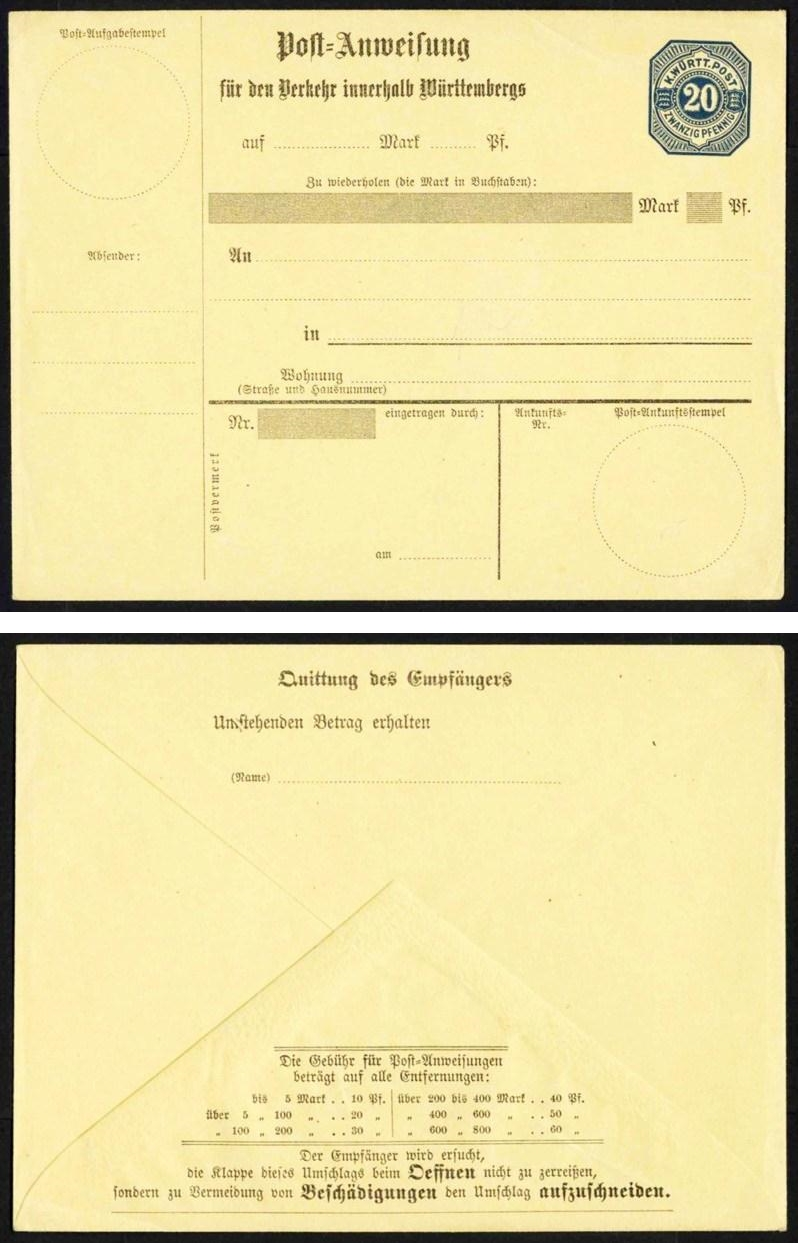
Конверт почтового ордера Вюртемберга, ок. 1900 г.

Вюртемберг выпустил маркированные конверты только в 1862 году. Напечатанные на них почтовые марки были восьмиугольной формы, содержали номинал крупными цифрами в центре, слово «Württemberg» вверху и номинал прописью внизу: номиналом 3 крейцера — розовая, 6 крейцеров — синяя, 9 крейцеров — коричневая, в разных цветах. В 1865 году была дополнительно выпущена марка номиналом 1 крейцер зелёного цвета. Различают штампы клапана конверта.
Были также эмитированы конверты почтовых ордеров (1867) и почтовые карточки (1870).
В 1874 году был выпущен сопроводительный адрес с напечатанной восьмиугольной маркой. В центре находился большой герб Вюртемберга с короной, вверху была надпись «Freimarke» («Почтовая марка»), внизу и сбоку — «18 Kreuzer» («18 крейцеров»).